# El secret del senyor Rice
El secret del senyor Rice (títol original: Mr. Rice's Secret) és una pel·lícula canadenca, dirigida per Nicholas Kendall l'any 2000. Ha estat doblada al català.

## Argument
Un jove noi és salvat pel seu millor amic, un home de 400 anys, que té un elixir que permet renovar la vida.

## Repartiment
- David Bowie: Mr. Rice
- Bill Switzer: Owen Walters
- Teryl Rothery: Marylyn Walters
- Garwin Sanford: Stan Walters
- Zach Lipovsky: Funnel Head
- Jason Anderson: Veg
- Tyler Thompson: Gilbert
- Campbell Lane: Mr. Death
- Richard de Klerk: Simon
- Tyler Labine: Percy
- Eric Keenleyside: Ray